# LANY
LANY (/ˈleɪni/, acrónimo de "Los Angeles New York") es una banda estadounidense de pop rock de Los Ángeles. Formada en Nashville en 2014, la banda está formada por Paul Jason Klein y Jake Clifford Goss.
Firmado con Polydor e Interscope Records, la banda ha lanzado cuatro álbumes: LANY (2017), Malibu Nights (2018), Mama's Boy (2020) y gg bb xx (2021). Además, han lanzado una gran cantidad de sencillos, siendo los más exitosos ILYSB (2015) certificado por la RIAA, Malibu Nights (2018), la colaboración con Julia Michaels Okay (2019) y Mean It (2019) con Lauv.

## Carrera musical

### 2014–2017: Inicios musicales yLANY
LANY se formó en marzo de 2014 cuando Paul Jason Klein, que tenía una pequeña carrera en solitario, voló a Nashville para reunirse con sus amigos Jake Goss y Les Priest. Anteriormente, Goss y Priest tenían un proyecto separado con el nombre de WRLDS, pero este se suspendió después de la formación de LANY. Al mes siguiente, subieron de forma anónima dos canciones, "Hot Lights" y "Walk Away", a SoundCloud para diferenciar entre sus proyectos antiguos y nuevos. Su EP debut, Acronyms, siguió más tarde ese mismo año, con la canción "ILYSB" generando un gran interés en internet. Pronto siguieron los sencillos "Made in Hollywood" y "Bad, Bad, Bad", junto con la revelación de sus identidades.

LANY es un acrónimo de "Los Ángeles Nueva York". Klein explicó el nombre en una entrevista:
"Sabíamos que queríamos una palabra de cuatro letras por motivos estéticos y de diseño, pero como pueden imaginar, todas las palabras de cuatro letras del mundo entero están tomadas. Pasamos a las siglas y por un tiempo pensamos que seríamos TTYL , pero luego decidimos que no queríamos tener 13 años por el resto de nuestras vidas. Eventualmente pensé en el tramo a lo largo del país desde Los Ángeles hasta Nueva York, y al principio pensé que sería LANY, pero la gente seguía confundido sobre cómo pronunciarlo cuando les dije, diciendo cosas como '¿LA-and-Y?' Entonces, olvídalo, llamémonos LANY, pronunciado como Lay-Nee".

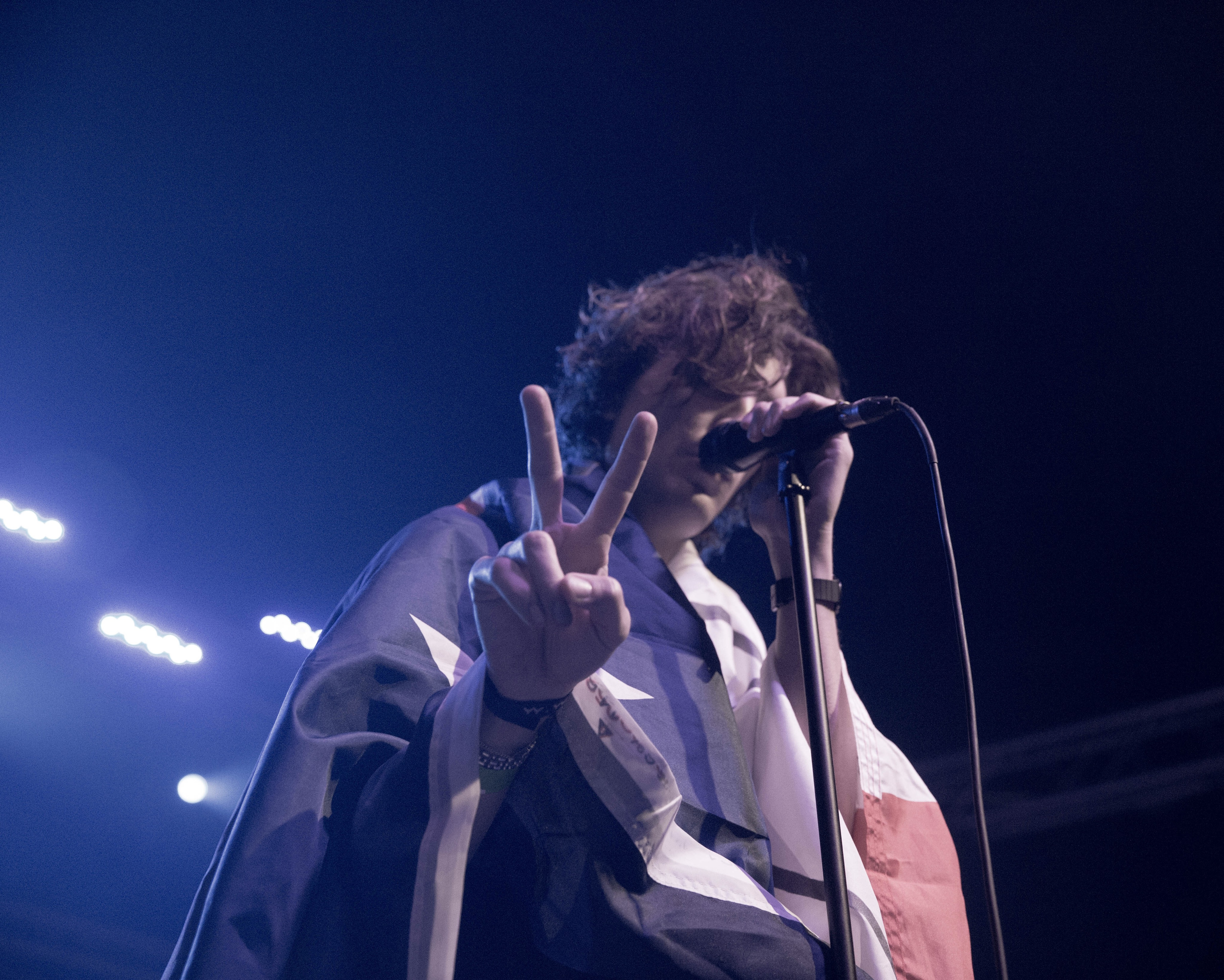
Paul Klein de LANY en Dallas, Texas, el 11 de septiembre de 2015.

En 2015, LANY se embarcó en giras estadounidenses apoyando a Twin Shadow, Tove Styrke, X Ambassadors, Troye Sivan y Halsey. Un segundo EP titulado I Loved You fue publicado. Seguido, por las apariciones en festivales, incluido Lollapalooza.

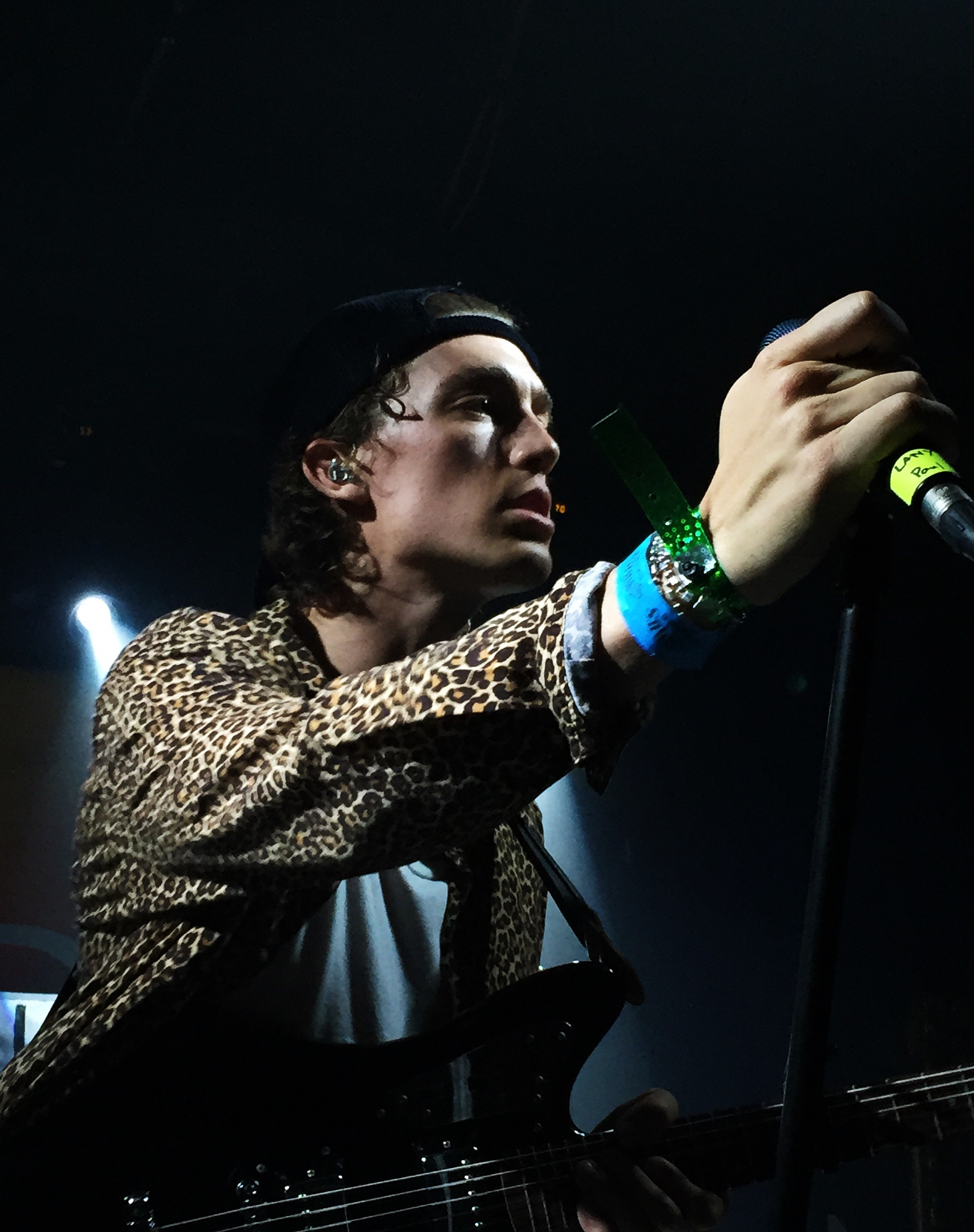
Paul Klein de LANY en Dallas, Texas, el 23 de julio de 2015.

En diciembre de 2015, después de firmar con Polydor Records, se lanzó un EP de relanzamiento titulado Make Out; que consta de todas las canciones (sin incluir "Hot Lights" y "OMG") lanzadas antes de I Loved You. Poco después de esto, se anunció una gira de apoyo por el Reino Unido con Ellie Goulding para marzo de 2016 y se lanzó en YouTube una versión simplificada en vivo de "ILYSB". También, una gira de apoyo por Estados Unidos con Troye Sivan que duró hasta febrero, seguida por el anuncio de su primera gira como cartel principal por Estados Unidos, The Make Out Tour, en mayo. El 11 de marzo de 2016, LANY lanzó un sencillo titulado "Where the Hell Are My Friends". La pista debutó en Beats 1 con Zane Lowe. Un mes después, lanzaron el primer video musical de la canción.
Después de su gira principal en mayo, LANY tocó en una serie de festivales en el verano de 2016, incluidos Bonnaroo, Firefly y Outside Lands. LANY comenzó su segunda gira principal en el otoño de 2016 llamada Kinda Tour en apoyo de su EP del mismo nombre. Incluyó 14 fechas europeas y 37 fechas estadounidenses. El 15 de febrero de 2017, LANY anunció que abrirían para 7 espectáculos del The Search for Everything Tour de John Mayer. Incluía 5 fechas en Estados Unidos y 2 fechas en Canadá.
A través de su cuenta oficial de Instagram y Twitter, la banda anunció que lanzaría su álbum debut, LANY, el 30 de junio de 2017, precedido por los sencillos "Good Girls" el 3 de marzo, así como "It Was Love", "The Breakup" y "13".
El 30 de junio de 2017, LANY lanzó su álbum debut homónimo. El sencillo "Super Far" debutó en Beats 1 de Zane Lowe en Apple Music antes del lanzamiento del álbum. La banda realizó tiendas temporales en Los Ángeles y Nueva York para promocionar el álbum. Han lanzado videos musicales para "Good Girls", "ILYSB" y "Super Far". La banda anunció una gira principal por Estados Unidos que se llevó a cabo de septiembre a noviembre de 2017. LANY pasó el verano de 2017 tocando en festivales y recorriendo Australia y Asia. Hicieron una gira por Europa en el invierno de 2017.

### 2018–2019:Malibu Nights
LANY anunció su segundo álbum, Malibu Nights, el 8 de marzo de 2018 a través de una publicación de Instagram. Klein declaró que el álbum fue escrito del 4 de enero al 14 de febrero de 2018.
El mes siguiente, el 5 de abril de 2018, LANY tuvo su primer concierto en el Coliseo Smart Araneta en Filipinas. Las entradas para el espectáculo se agotaron en 24 horas, lo que llevó a un segundo espectáculo la noche siguiente.
El primer sencillo, "Thru These Tears", se lanzó el 17 de julio. El segundo sencillo del álbum, "I Don't Wanna Love You Anymore", se lanzó el 22 de agosto de 2018. Su muy esperado segundo álbum de estudio "Malibu Nights" fue lanzado el 5 de octubre de 2018 y consta de 9 canciones. En 2018, LANY se embarcó en su gira mundial Malibu Nights World Tour que comenzó en octubre y duró hasta octubre de 2019. La banda lanzó "Okay", un sencillo con la cantante Julia Michaels, el 23 de abril de 2019. Esta fue su primera canción en incluir un artista invitado. El 14 de noviembre de 2019, LANY colaboró con el cantautor estadounidense Lauv para la canción "Mean It", que finalmente se incluyó en el álbum debut de Lauv, How I'm Feeling. El 17 de diciembre de 2019, se lanzó el video musical con ambos artistas en los desiertos de Los Ángeles.

### 2020:Mama's Boy
El 30 de abril de 2020, LANY anunció el título de su tercer álbum, Mama's Boy, a través de las redes sociales. El álbum fue lanzado el 2 de octubre de 2020. El 13 de mayo, lanzaron el sencillo principal del álbum, "Good Guys". El 1 de julio, se lanzó su segundo sencillo "If This Is the Last Time". El tercer sencillo del álbum, "You!", fue lanzado el 13 de agosto de 2020. Dos meses después, el 2 de octubre de 2020, lanzaron su tercer álbum de estudio titulado Mama's Boy. Para promocionar el álbum, la banda ha anunciado 5 fechas en el Reino Unido e Irlanda para 2021. La preventa comenzó el 30 de septiembre, mientras que la venta general comenzó el 2 de octubre. La banda ha anunciado más fechas en una fecha posterior.

### 2021:gg bb xx
El 4 de febrero de 2021, LANY lanzó la edición de lujo de Mama's Boy. Esto incluyó el lanzamiento de tres nuevas versiones de las canciones: "Heart Won't Let Me" (stripped), "Sad" (stripped) y "I Still Talk to Jesus" (en vivo). "Quería que el exterior sonara y sintiera que estaba tocando esta canción solo en una sala de escuela dominical con la puerta ligeramente entreabierta, y tú estabas escuchando al final del pasillo", dijo Klein sobre la grabación original. La interpretación en vivo de la pista atrae a los oyentes aún más cerca y dentro de la sala junto a LANY. El 12 de julio, LANY anunció que su cuarto álbum, gg bb xx, se lanzaría el 3 de septiembre. El lanzamiento comenzó con el sencillo "dancing in the kitchen" el 25 de junio.
La versión de lujo de "gg bb xx" se lanzó el 5 de noviembre, agregando 5 canciones adicionales al disco, junto con la versión de demostración de "dna" que se lanzó como sencillo simultáneamente con "up to me". También se incluyeron colaboraciones anteriores, "I Quit Drinking" con Kelsea Ballerini y "Stupid Feelings" con 220 Kid.

### 2023:A Beautiful Blur
El 29 de mayo de 2023, LANY anunció que su quinto álbum, titulado en ese entonces I Really Really Hope So, se lanzaría el 29 de septiembre. Su primer sencillo, "Congrats", se lanzó el 24 de agosto de 2022. El 18 de septiembre la banda anunció que cambiarían el nombre del álbum por A Beautiful Blur.

## Miembros
Miembros actuales
- Paul Jason Klein – voz principal, piano, teclados, guitarra (2014-presente)
- Jake Clifford Goss – batería, percusión, pad de muestreo (2014-presente)
- Charles Leslie Priest – teclados, sintetizadores, guitarra, coros (2014-2022)

Miembros de gira
- Giuliano Pizzulo – teclados, guitarras, coros (2018-2020)
- Eric "Puff" Scarborough – teclados, guitarras, coros (2021-presente)
- Kim Vi – teclados, guitarras, coros (2021-presente)

## Discografía

### Álbumes de estudio
- LANY (2017)
- Malibu Nights (2018)
- Mama's Boy (2020)
- Gg bb xx (2021)
- A Beautiful Blur (2023)

### EPs
- Acronyms (2014)
- I Loved You (2015)
- Make Out (2015)
- Kinda (2016)

## Giras musicales
Como artistas principales
- The Make Out Tour (2016)
- Kinda Tour (2016)
- LANY World Tour (2017–2018)
- Malibu Nights World Tour (2018–2019)
- UK/IRE Tour (2021)
- gg bb xx Tour (2021–2022)

Como artistas invitados
- Zella Day – Zella Day On Tour (2015)
- Halsey – Badlands Tour (2015–2016)
- Ellie Goulding – Delirium World Tour (2016)
- Troye Sivan – Blue Neighbourhood Tour (2016)
- John Mayer – The Search for Everything World Tour (2017)